# Claire de Gubernatis
Claire de Gubernatis (ur. 18 lipca 1986) – francuska tenisistka.
W rozgrywkach profesjonalnych zadebiutowała w styczniu 2004 roku, na turnieju ITF w Grenoble, mając od organizatorów dziką kartę. Nie był to jednak udany start, ponieważ już w pierwszej rundzie przegrała z Pauline Parmentier. Później grała kilkakrotnie w eliminacjach do podobnych turniejów ale dopiero w lipcu udało jej się awansować do fazy głównej turnieju w Le Torquet, w którym jednak odpadła po pierwszym meczu. Pierwszy, niewielki sukces przyszedł w listopadzie, kiedy to osiągnęła ćwierćfinał turnieju w Hawrze. W następnym roku wygrała swój pierwszy turniej w Orestiadzie w Grecji, w którym wygrała w finale z Niemką, Christine Sperling. W tym samym roku dotarła jeszcze do dwóch finałów singlowych podobnych turniejów i odniosła zwycięstwo w deblu. W sumie w czasie swojej kariery wygrała pięć turniejów w grze pojedynczej i siedem w grze podwójnej rangi ITF.
Przez następne kilka lat kontynuowała grę w turniejach ITF i dopiero w kwietniu 2010 roku wystąpiła po raz pierwszy w turnieju WTA, w marokańskim Fez. Wygrała tam kwalifikacje, pokonując w nich między innymi Beatriz Garcíę Vidagany i Jelenę Bowinę a potem, w turnieju głównym pokonała, występującą w turnieju z dziką kartą, reprezentantkę gospodarzy Nadiję al-Alami i przegrała w drugiej rundzie z Ivetą Benešovą. Był to jak dotąd jej jedyny występ w fazie głównej turniejów cyklu WTA. W maju zagrała w kwalifikacjach do wielkoszlemowego French Open, ale przegrała w pierwszej rundzie z Anastasiją Piwowarową. Trochę lepiej poszło jej w kwalifikacjach do US Open, w których wygrała pierwszy mecz z Madison Brengle i przegrała drugi z Mandy Minellą.
Najlepszy ranking jaki udało jej się osiągnąć, to miejsce 196, na którym była sklasyfikowana 18 października 2010 roku.

## Wygrane turnieje rangi ITF
| turnieje z pulą nagród 100 000 $ |
| turnieje z pulą nagród 75 000 $  |
| turnieje z pulą nagród 50 000 $  |
| turnieje z pulą nagród 25 000 $  |
| turnieje z pulą nagród 15 000 $  |
| turnieje z pulą nagród 10 000 $  |

### Gra pojedyncza
|    | Data       | Turniej   | Kat. | ($)    | Naw.   | Finalistka             | Wynik         |
| 1. | 26/06/2005 | Orestiada | ITF  | 10 000 | twarda | Christine Sperling     | 6:4, 6:7, 6:1 |
| 2. | 27/08/2006 | Westende  | ITF  | 10 000 | twarda | Verdiana Verardi       | 6:3, 6:3      |
| 3. | 06/12/2009 | Poza Rica | ITF  | 10 000 | twarda | Chayenne Ewijk         | 6:3, 6:2      |
| 4. | 21/03/2010 | Amiens    | ITF  | 10 000 | ziemna | Giulia Gatto Monticone | 6:3, 6:3      |
| 5. | 17/04/2011 | Osprey    | ITF  | 25 000 | ziemna | Caroline Garcia        | 6:4, 6:4      |